# Evolve (album av Imagine Dragons)
Evolve är det tredje studioalbumet av det amerikanska rockbandet Imagine Dragons. Albumet släpptes den 23 juni 2017 och föregicks av tre singlar; Believer, Thunder och Whatever It Takes. Dessutom marknadsfördes Next To Me som singel efter albumets släpp.
Albumet blev en succé för bandet. I november 2023 låg både Believer och Thunder i den övre halvan av de 100 mest lyssnade låtarna på Spotify någonsin.

## Låtlista[2][3][4]
| 1.           | I Don't Know Why       | 3:10  |
| 2.           | Whatever It Takes      | 3:21  |
| 3.           | Believer               | 3:24  |
| 4.           | Walking The Wire       | 3:52  |
| 5.           | Rise Up                | 3:51  |
| 6.           | I'll Make It Up To You | 4:22  |
| 7.           | Yesterday              | 3:25  |
| 8.           | Mouth Of The River     | 3:41  |
| 9.           | Thunder                | 3:07  |
| 10.          | Start Over             | 3:06  |
| 11.          | Dancing In The Dark    | 3:53  |
| Total längd: | Total längd:           | 39:12 |

| 1.           | Next To Me   | 3:50  |
| Total längd: | Total längd: | 43:07 |